# Ghiacciaio Horrall
Il ghiacciaio Horrall (in inglese Horrall Glacier) è un ghiacciaio vallivo situato sulla costa di Bakutis, nella parte orientale della Terra di Marie Byrd, in Antartide. Il ghiacciaio, il cui punto più alto si trova 219 m s.l.m., fluisce in direzione est-nord-est, scorrendo tra la dorsale di Faulkender, a nord, e la dorsale di Kohler, a sud, fino ad unire il proprio flusso a quello del ghiacciaio Kohler nei pressi della scogliera Klimov.

## Storia
Il ghiacciaio Horrall è stato mappato dallo United States Geological Survey grazie a ricognizioni terrestri dello stesso USGS e a fotografie aeree scattate dalla marina militare statunitense nel periodo 1959-1965; esso è stato poi così battezzato dal Comitato consultivo dei nomi antartici in onore di Thomas R. Horrall, un glaciologo del Programma Antartico degli Stati Uniti d'America (USAP), membro dei una spedizione dell'USAP nella Terra di Marie Byrd nel 1966-67.